# 開光

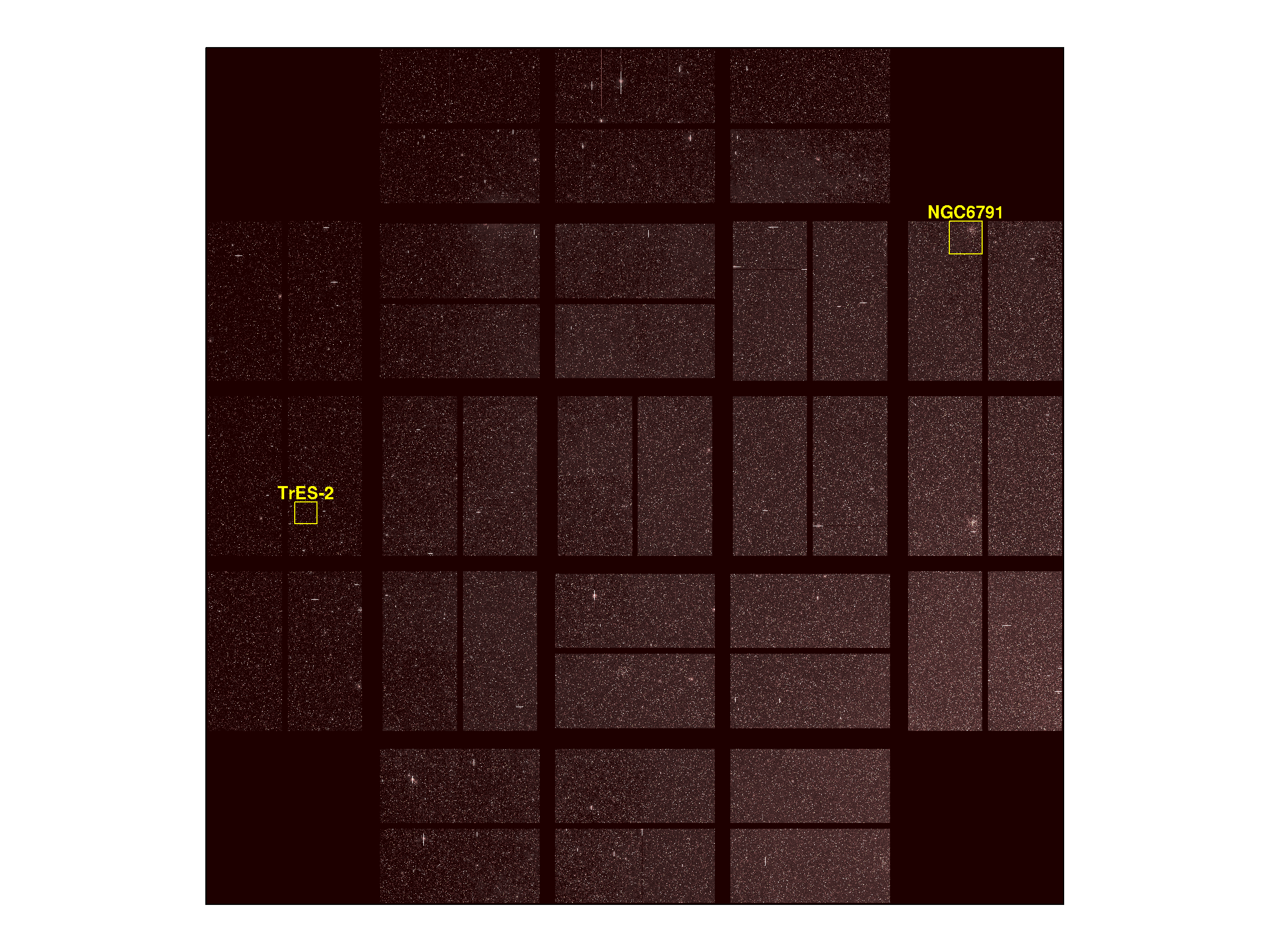
克卜勒太空望遠鏡開光的第一幅影像。

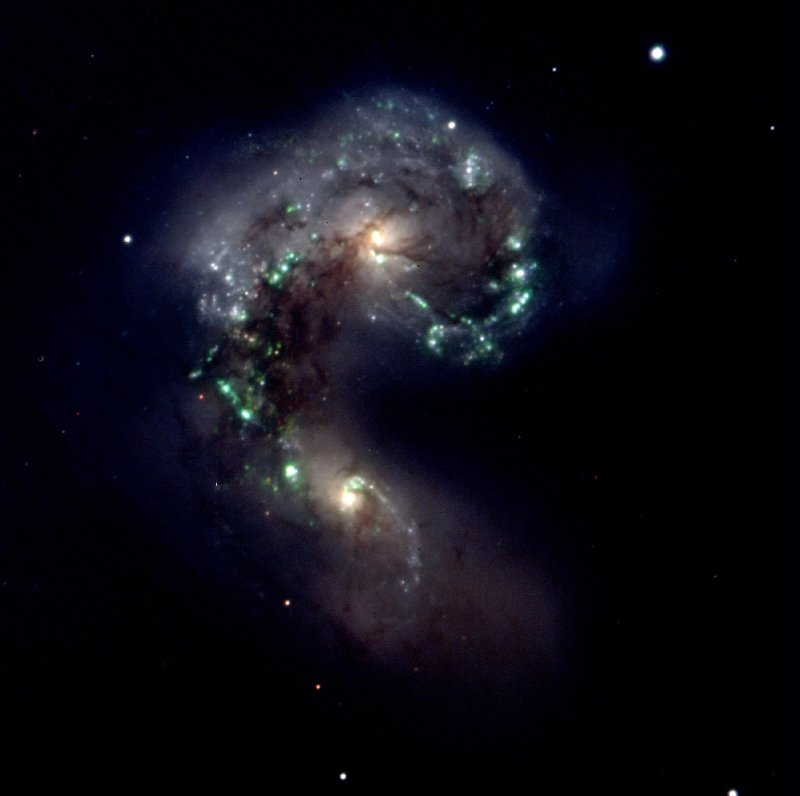
甚大望远镜儀器 VIMOS 開光的第一幅影像，目標是NGC 4038星系

開光（英語：first light），在天文學中，是天文儀器（一般來說都是新儀器）在建造完成之後，第一次觀測或取得影像的行為，但這通常不是第一次使用這架望遠鏡進行觀測，因為在此之前已經在白天進行許多次的光學調整和組裝的測試。開光的影像通常只有少許的科學意義和品質不佳的成品，因為還需要調整望遠鏡的各種不同元件，才能達到最佳的效果。通常，會選擇一個著名的壯觀天體作為對象，儘管如此，開光總是令人興奮與期待的時刻，不僅是設計和修建望遠鏡的工作人員，也包括與之相關的天文學社群。

## 案例
例如，200吋望遠鏡興建完成在1949年1月26日開光，選擇的就是NGC 2261，在美國天文學家哈伯的指導下進行，並刊登在許多雜誌上。 
大雙筒望遠鏡在2005年10月12日為單一的主鏡開光時，選擇的是NGC 891；第二片主鏡在2006年1月安裝，但直到2008年1月才能全面性的操作。
IRIS太陽太空望遠鏡在2013年7月17日開光，IP（principal investigator）指出，"來自IRIS的光譜和影像的品質是驚人的。這是我們共同都期望的…"。
詹姆斯·韋伯太空望遠鏡在2022年拍攝恆星2MASS J17554042+6551277以測試鏡面焦距是否對準。

## 宇宙論
在物理宇宙學，first light是指來自第一代超級恆星輻射的光，形成於大爆炸之後至少10億年，宇宙學的黑暗時代結束時所發出的光。

## 值得注意的影像

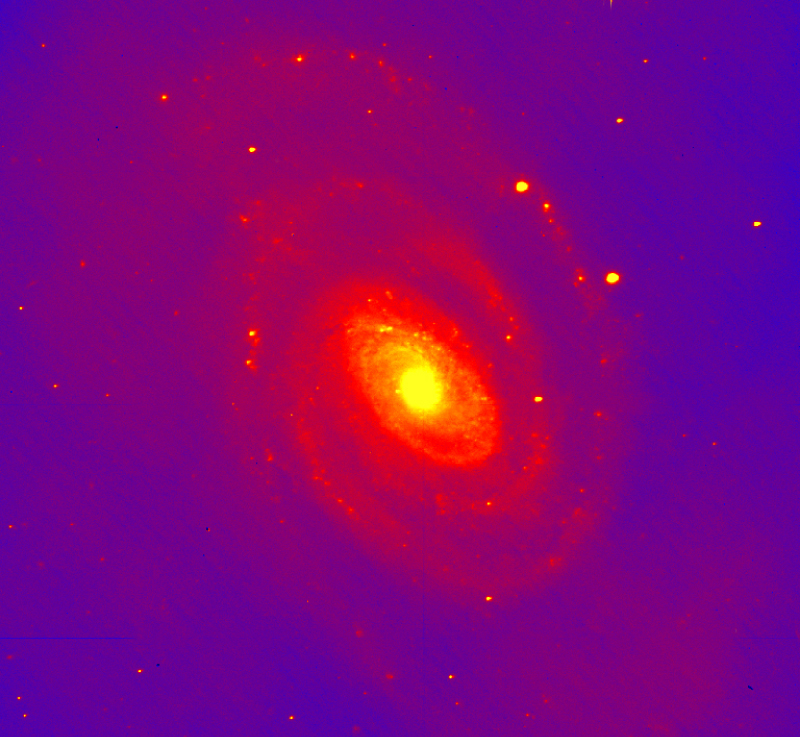
甚大望遠鏡（Very Large Telescope，VLT）的廣視場相機VIMOS開光時拍攝的NGC 5364。
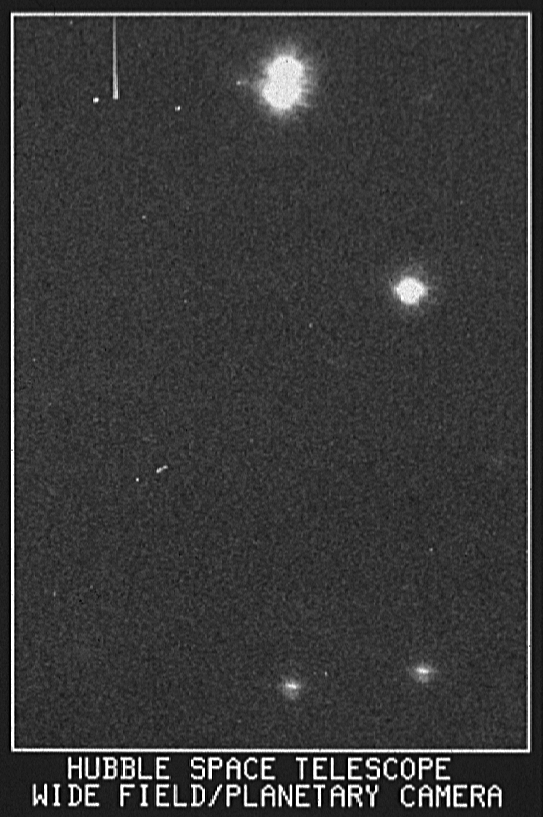
哈伯太空望遠鏡受損的WFPC開光的影像。
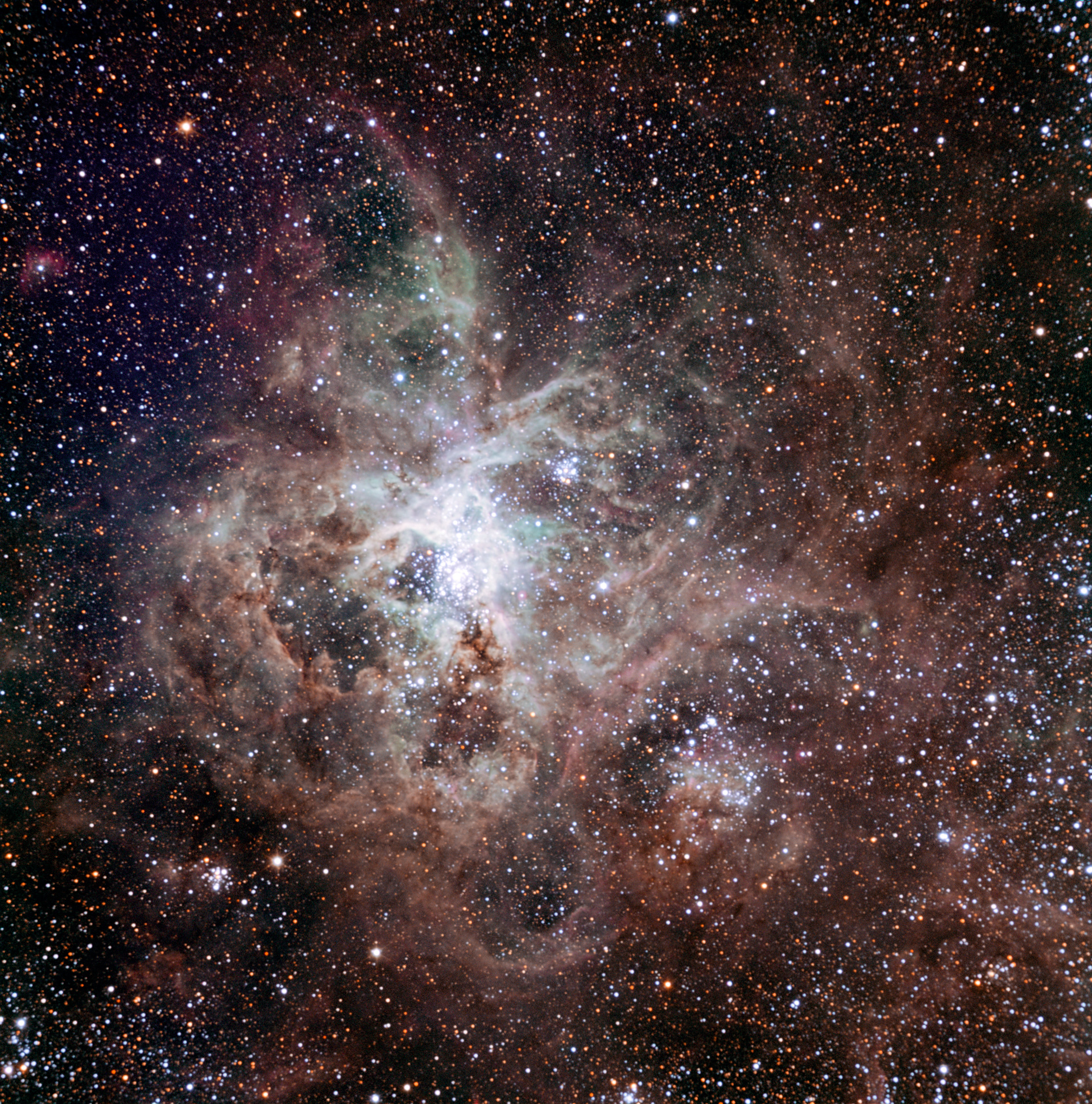
TRAPPIST望遠鏡開光時拍攝的蜘蛛星雲。